# Baobab

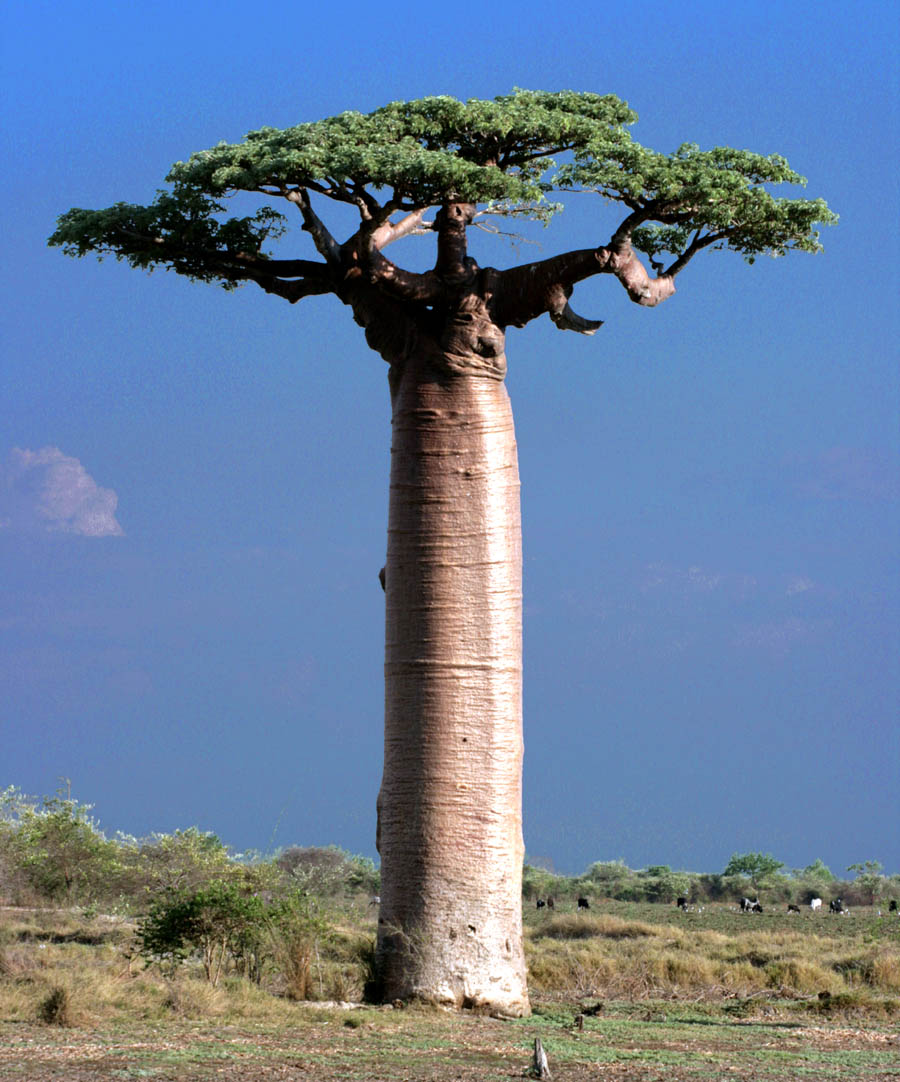
Baobab Grandidiera

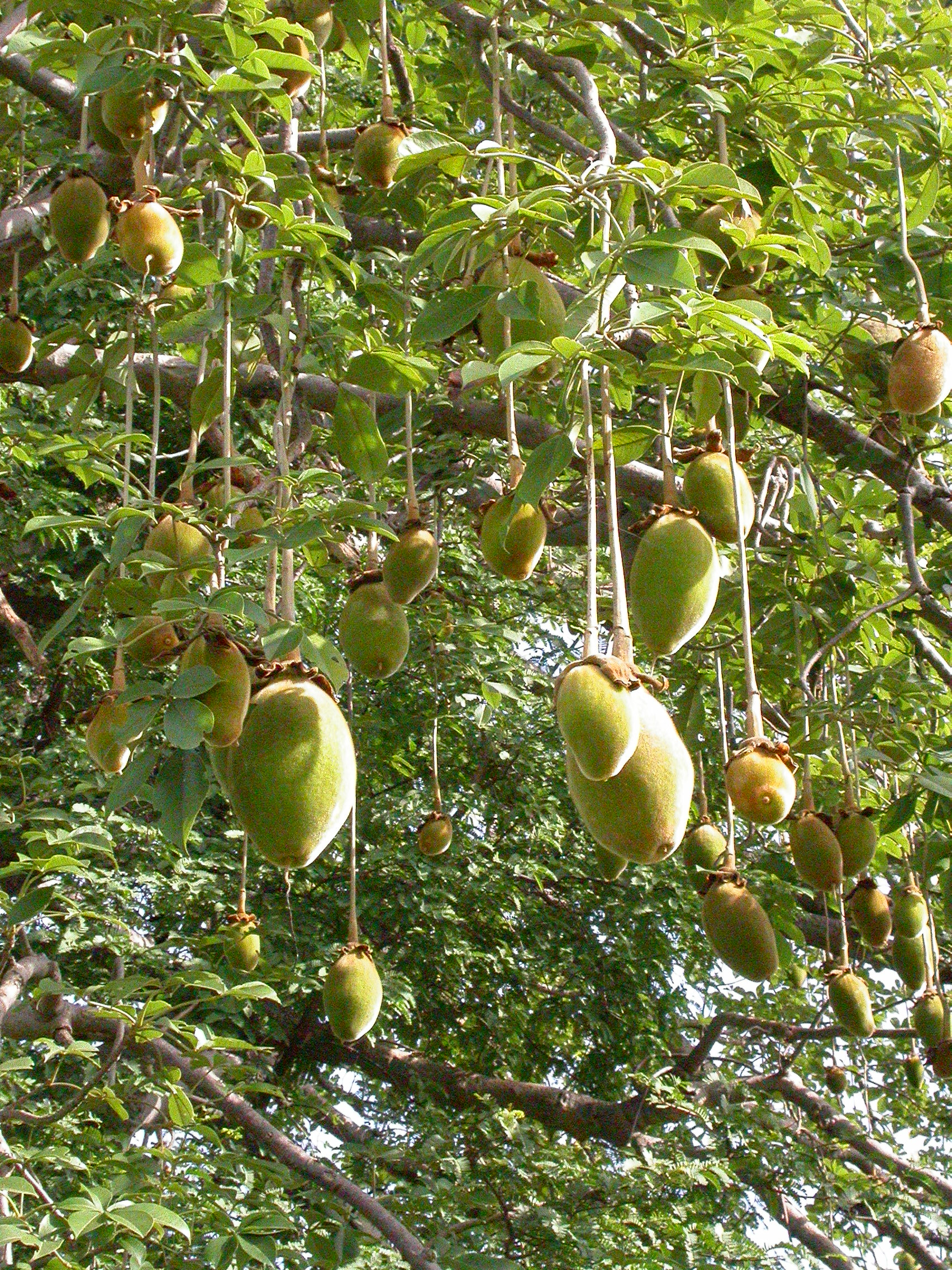
Owoce baobabu afrykańskiego

Baobab, palczara (Adansonia L.) – rodzaj roślin z rodziny ślazowatych. Obejmuje 8 gatunków. Sześć gatunków z tego rodzaju to endemity Madagaskaru. Jeden – baobab afrykański A. digitata rośnie w Afryce kontynentalnej z wyjątkiem jej północnych i południowych krańców. Także jeden gatunek – baobab australijski – występuje w północno-zachodniej Australii. Drzewa o olbrzymich pniach gromadzących wodę (jedno drzewo może zmagazynować w pniu wodę w ilości 120 tys. l) i zrzucające liście w czasie zimowej suszy. Są charakterystyczne dla sawann, ich kwiaty otwierają się o zmierzchu i zapylane są przez nietoperze (zwłaszcza baobab afrykański), ptaki (miodojady są głównym zapylaczem baobabu australijskiego), galagowate i lemurowate (te ostatnie zwłaszcza w przypadku baobabu Grandidiera), ale też owady. Do zwierząt przyczyniających się do rozsiewania się tych drzew należą słonie i pawiany, poza tym nasiona rozprzestrzeniane są przez wodę.
Drzewa te są wszechstronnie wykorzystywane, przy czym akurat ich drewno, mimo ogromnej miąższości ma niewielkie znaczenie – jest miękkie, gąbczaste i ulega szybkiemu rozkładowi. Z tego powodu niebezpiecznie jest przebywać w sąsiedztwie obumarłych drzew – łatwo można wpaść w puste przestrzenie powstające po szybko rozkładanych korzeniach. Pnie baobabu australijskiego są ważnym źródłem wody dla Aborygenów i ptaków. Ogromne pnie po wydrążeniu lub suche bywają wykorzystywane jako domostwa, spichlerze, zbiorniki wody lub grobowce. Z łyka baobabu afrykańskiego wytwarza się liny, sieci rybackie i tkaniny. Jadalne są młode liście spożywane jak warzywo (bogate w witaminę C), korzenie siewek, owoce i nasiona. Z tych ostatnich wyrabia się olej. Słodki miąższ owoców ma smak cytrynowy i służy do wyrobu orzeźwiających napojów. Drzewa te są także wszechstronnie wykorzystywane w lecznictwie. Z kory uzyskuje się alkaloid adansoninę wykorzystywany jako odtrutka dla toksyn z roślin z rodzaju Strophantus, którymi truje się strzały.

## Morfologia
PokrójDrzewa o specyficznym wyglądzie – z silnie zgrubiałym pniem (u baobabu afrykańskiego do 40 m obwodu) i charakterystycznej koronie przypominającej system korzeniowy (wyglądają jak drzewa „rosnące do góry nogami”).
LiścieDłoniasto złożone z 3–9 całobrzegich listków.
KwiatyOkazałe, wyrastają zwykle pojedynczo w kątach liści, na szypułce z dwoma podkwiatkami. Działki kielicha w liczbie 5 są głęboko podzielone i od wewnątrz owłosione. Płatków korony jest 5 i mają one kolor białawy, żółty do czerwonego. Pręciki o nitkach w górze wolnych, w dole zrośniętych w rurkę, z pojedynczymi pylnikami. Zalążnia z 5–10 komorami, w każdej z licznymi zalążkami.
OwoceOkazałe (u baobabu afrykańskiego do 20 cm długości) kulistawe do walcowatych, z drewniejącym, twardym i omszonym egzokarpem otaczającym wewnątrz miąższ, który w miarę dojrzewania zmienia się w ciągliwą pulpę, w której pogrążone są grubościenne nasiona.

## Systematyka
Pozycja systematyczna
Rodzaj z podrodziny wełniakowych Bombacoideae w obrębie ślazowatych Malvaceae. Dawniej w wielu systemach klasyfikacyjnych podrodzina Bombacoideae podnoszona była do rangi rodziny wałniakowatych Bombacaceae.
Wykaz gatunków
- Adansonia digitata L. – baobab afrykański, b. właściwy
- Adansonia fony Baill. – baobab fony
- Adansonia grandidieri Baill. – baobab Grandidiera
- Adansonia gregorii F.Muell. – baobab australijski
- Adansonia madagascariensis  Baill. – baobab madagaskarski
- Adansonia perrieri Capuron – baobab Perriera
- Adansonia suarezensis H.Perrier – baobab Suareza
- Adansonia za Baill. – baobab za